# Копановка (Астраханська область)
Копановка  (рос. Копановка) — село у Єнотаєвському районі Астраханської області Російської Федерації.
Населення становить 1023 особи (2017). Входить до складу муніципального утворення Село Копанівка.

## Історія
Населений пункт розташований на території українського етнічного та культурного краю Жовтий Клин. Від 1925 року належить до Єнотаєвського району.
Згідно із законом від 6 серпня 2004 року органом місцевого самоврядування є Село Копанівка.

## Населення
| 2002  | 2010  | 2012  | 2013  | 2014  | 2015  | 2016  |
| ----- | ----- | ----- | ----- | ----- | ----- | ----- |
| 1005  | ↗1052 | ↘1035 | ↗1038 | ↘1016 | ↗1020 | ↗1023 |
| 2017  |       |       |       |       |       |       |
| →1023 |       |       |       |       |       |       |